# Ровт (Доброва-Полхов Градець)
Ровт (словен. Rovt) — поселення в общині Доброва-Полхов Градець, Осреднєсловенський регіон, Словенія. 
Висота над рівнем моря: 668,5 м.